# Giovanni Evangelisti
Giovanni Evangelisti (ur. 11 września 1961 w Rimini) – włoski lekkoatleta specjalizujący się w skoku w dal, brązowy medalista letnich igrzysk olimpijskich w Los Angeles (1984), olimpijczyk z Seulu (1988) i Barcelony (1992), wielokrotny medalista mistrzostw świata i Europy.
W 1987 podczas mistrzostw świata w Rzymie Giovanni Evangelisti otrzymał brązowy medal, jednak z powodu protestu złożonego przez amerykańską federację, w 1988 r. medal ten przekazany został Larry'emu Myricksowi. Stało się tak po komputerowej analizie najdłuższego skoku Evangelistiego, który okazał się krótszy (rzeczywisty pomiar został sfałszowany przez włoskich sędziów).

## Sukcesy sportowe
- czterokrotny mistrz Włoch w skoku w dal – 1981, 1982, 1986, 1992[2]
- pięciokrotny halowy mistrz Włoch w skoku w dal – 1982, 1984, 1987, 1992, 1994[3]

| Rok  | Miasto       | Zawody                     | Konkurencja | Wynik         |
| ---- | ------------ | -------------------------- | ----------- | ------------- |
| 1982 | Mediolan     | halowe mistrzostwa Europy  | skok w dal  | brązowy medal |
| 1982 | Ateny        | mistrzostwa Europy         | skok w dal  | 6. miejsce    |
| 1984 | Los Angeles  | igrzyska olimpijskie       | skok w dal  | brązowy medal |
| 1985 | Paryż        | światowe igrzyska halowe   | skok w dal  | brązowy medal |
| 1986 | Stuttgart    | mistrzostwa Europy         | skok w dal  | brązowy medal |
| 1987 | Indianapolis | halowe mistrzostwa świata  | skok w dal  | brązowy medal |
| 1987 | Liévin       | halowe mistrzostwa Europy  | skok w dal  | srebrny medal |
| 1987 | Rzym         | mistrzostwa świata         | skok w dal  | 4. miejsce    |
| 1988 | Budapeszt    | halowe mistrzostwa Europy  | skok w dal  | brązowy medal |
| 1988 | Seul         | igrzyska olimpijskie       | skok w dal  | 4. miejsce    |
| 1990 | Split        | mistrzostwa Europy         | skok w dal  | 6. miejsce    |
| 1991 | Sewilla      | halowe mistrzostwa świata  | skok w dal  | brązowy medal |
| 1991 | Tokio        | mistrzostwa świata         | skok w dal  | 7. miejsce    |
| 1991 | Ateny        | igrzyska śródziemnomorskie | skok w dal  | brązowy medal |

## Rekordy życiowe
- skok w dal – 8,43 – San Giovanni Valdarno 16/05/1987
- trójskok – 16,30 – Perugia 21/08/1980
- skok w dal (hala) – 8,26 – Liévin 21/02/1987